# ПейПал Парк
«Авайя Стедіум» (англ. Avaya Stadium) — футбольний стадіон у місті Сан-Хосе, Каліфорнія, США, домашня арена ФК «Сан-Хосе Ерсквейкс».
Стадіон побудований протягом 2012—2015 років та відкритий 21 жовтня 2015 року потужністю 18 000 глядачів. Назва походить від однойменної компанії-спонсора.
Арена обладнана надзвичайно крутими трибунами, що забезпечує особливу панораму поля. На стадіоні також розташований найбільший у Північній Америці відкритий паб. До складу комплексу входить готель.
Окрім футбольних матчів стадіон приймає матчі з регбі.